# Anna Donáth
Anna Júlia Donáth (* 6. dubna 1987, Budapest) je maďarská socioložka, politička, členka a mezi lety 2021 až 2022 a v roce 2024 předsedkyně hnutí Momentum Mozgalom, poslankyně Evropského parlamentu v 9. volebním cyklu (2019 – 2024) zasedající v politické skupině ALDE/Obnova Evropy (Renew). V roce 2023 ji magazín Forbes umístil na 10. místo v žebříčku nejvlivnějších maďarských žen ve veřejném životě.

## Biografie
Narodila se v Budapešti, jako nejstarší ze tří sourozenců: sestra Mirjam (1980), bratr Dávid (1984).
Jejím otcem je László Donáth (* 1955), politik a poslanec parlamentu za MSZP. Děda byl Ferenc Donáth (1913 – 1986), komunistický politik a poslanec parlamentu. Babička byla spisovatelka Éva Bozóky (1923 – 2004).

### Studia
V roce 2005 odmaturovala na Veres Péter Gimnázium v Budapešti, poté od roku 2006 studovala sociologii na Univerzita Loránda Eötvöse. Mezi lety 2008 až 2009 studovala sociologii na Vrije Universiteit Amsterdam v Nizozemí. V letech 2010 až 2012 studovala na Amsterdamské univerzitě. V létě roku 2010 se účastnila Summer School of Ethnicity and Migration Studies na maďarskojazyčné Univerzitě Jánose Selyeho v Komárně na jižním Slovensku.

### Politika
V létě roku 2016 se připojila k hnutí Momentum Mozgalom. Aktivně se podílela na petiční kampani za zrušení kandidatury Budapešti jako hostitelského města pro Letní olympijské hry 2024.
Ve volbách do Evropského parlamentu 2019 kandidovala na 2. místě za hnutí Momentum Mozgalom (na 1. byla Katalin Cseh). Získala mandát europoslankyně a zasedla v politické skupině Obnova Evropy (Renew). V rámci EP zasedá v Parlamentním výboru pro stabilizaci a přidružení EU–Albánie, dále v meziskupině Evropského parlamentu pro svobodu náboženského vyznání nebo přesvědčení a náboženské toleranci a v meziskupině Evropského parlamentu o právech LGBT.
Na podzim 2021 byla zvolena předsedkyní hnutí Momentum Mozgalom. Tuto funkci opustila v květnu 2022.
Ve volbách do Evropského parlamentu 2024 kandidovala na 1. místě za hnutí Momentum Mozgalom, její strana však nezískala žádné poslanecké mandáty, načež rezignovala na post předesdkyně strany.

## Ocenění
- Magyar Toleranciadíj (2021)

## Soukromý život
Je vdaná, její manžel je Nizozemec. Má jednoho syna (* 2022). Vedle rodné maďarštiny hovoří plynně anglicky, německy a nizozemsky.